# 建成町
建成町為臺灣日治時期臺北市之行政區，共分一～四丁目，在城外大稻埕上、下奎府町之間。該町因為有建成街和建成後街得名，戰後與上、下奎府町合併為建成區。其範圍約為今臺北市大同區的長安西路、華陰街、太原路等等，多為商業區。

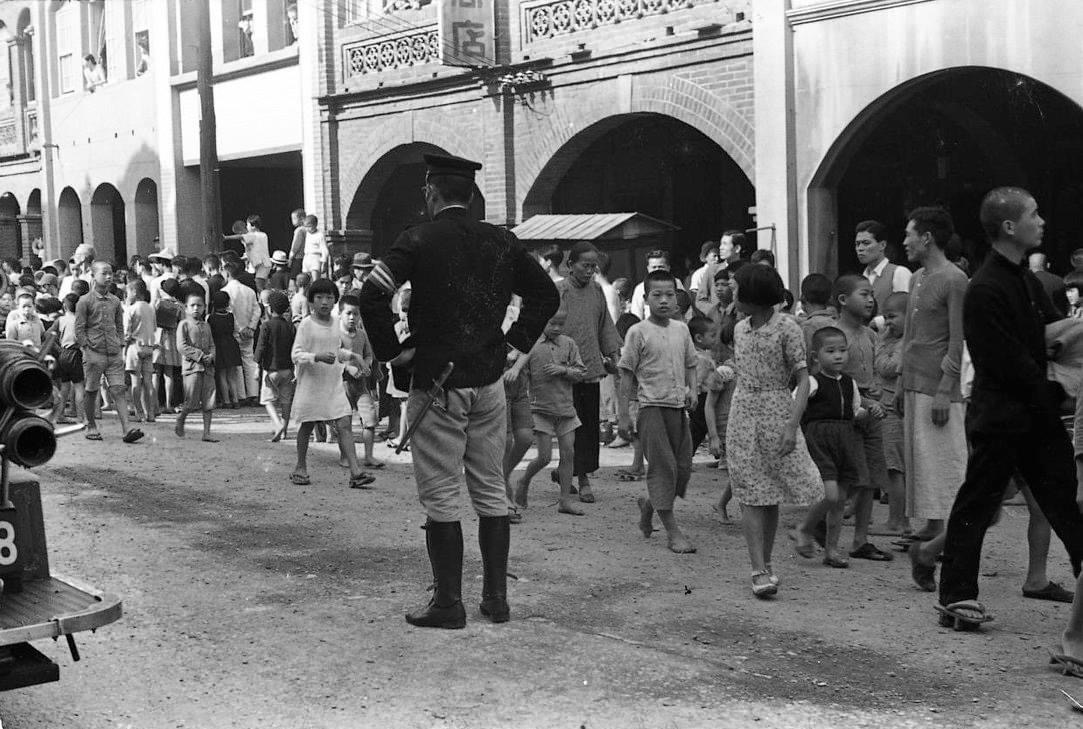
約1940年，台北市建成町消防演習

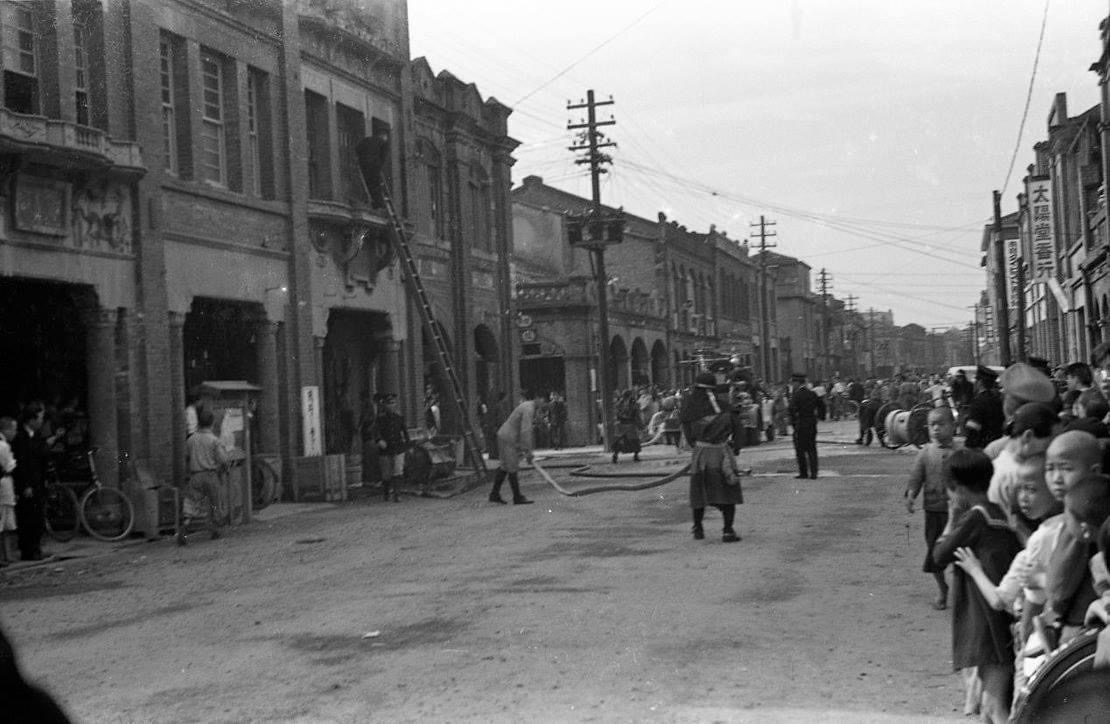
約1940年，台北市建成町消防演習

## 町內設施

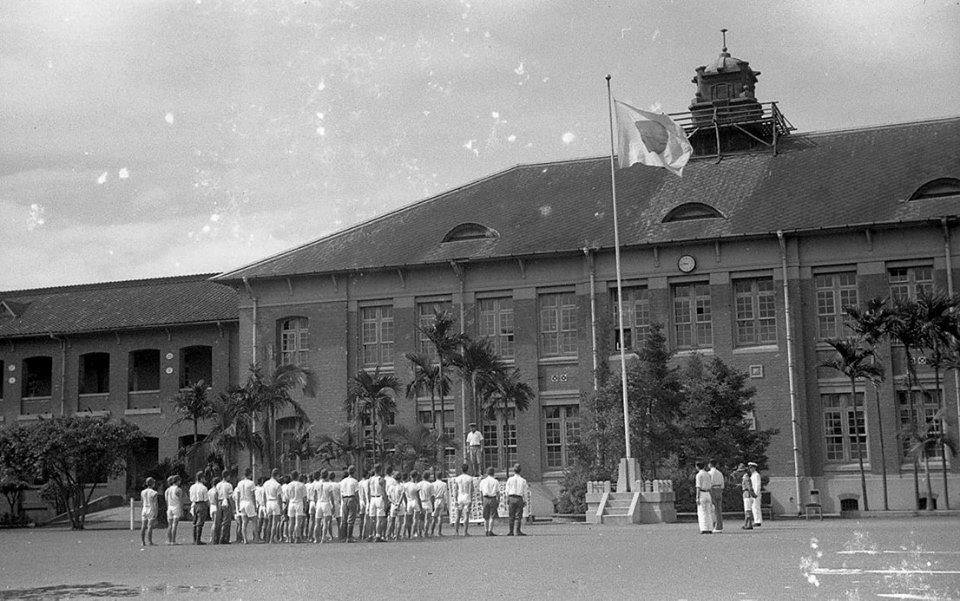
1930年代的建成小學校

燬於臺北大空襲的新舞台

- 博愛醫院（一丁目）
- 新舞台（三丁目）
- 建成小學校（四丁目）